# Serghei Mesaroș
Serghei Mesaroș (n. 15 octombrie 1953, Moscova, RSFS Rusă, URSS) este un fost deputat român în legislatura 1990-1992, ales în municipiul București pe listele partidului PDAR. Conform hotărârii CSNAS, Mesaroș nu a fost agent sau colaborator al poliției politice comuniste. Serghei Mesaroș a fost membru în grupurile parlamentare de prietenie cu Republica Argentina și Republica Federală Germania.